# Copaxa trimacula
Copaxa trimacula är en fjärilsart som beskrevs av Rothschild 1895. Copaxa trimacula ingår i släktet Copaxa och familjen påfågelsspinnare. Inga underarter finns listade i Catalogue of Life.